# Bulls de Chicago
Pour les articles homonymes, voir Bulls.
Maillots
Actualités
Les Bulls de Chicago (en anglais : Chicago Bulls ; « les taureaux de Chicago ») sont une franchise professionnelle de basketball basée à Chicago (Illinois). Fondée le 26 janvier 1966, l'équipe est membre de la ligue majeure de basket-ball américain - la National Basketball Association (NBA) - et joue dans la Conférence Est, division Centrale. Depuis 1994, ses matchs à domicile se déroulent dans le United Center, un palais omnisports de 22 879 places situé dans le secteur de Near West Side, fréquemment dénommé par ses initiales UC. Sa mascotte est Benny le Taureau.
Après deux décennies sans grands succès, les Bulls ont acquis un des plus beaux palmarès de la NBA et une reconnaissance internationale dans les années 1990. Emmenés par l'entraîneur Phil Jackson et par Michael Jordan, considéré comme le meilleur basketteur de tous les temps, ils remportent le championnat de 1991 à 1993, et de 1996 à 1998. Lors de la saison 1995-1996, ils établissent l'ancien record du plus grand nombre de victoires en saison régulière 72 matchs gagnés sur 82 joués (battu lors de la saison 2015-2016 par les Warriors de Golden State). Avec six titres NBA à son actif, elle est la quatrième franchise la plus titrée de la ligue derrière les Celtics de Boston, les Lakers de Los Angeles et les Golden State Warriors, et n'a jamais perdu une finale NBA dans toute son histoire.
Outre l'emblématique Michael Jordan, le club compte huit membres du Basketball Hall of Fame, dont le pivot Artis Gilmore (1976-1982), les ailiers Jerry Sloan (1966-1976) et Scottie Pippen (1987-1998) et l'ailier fort Dennis Rodman (1995-1998). Les Bulls ont également obtenu six trophées du Meilleur joueur de l'année (Most Valuable Player). Au sein de la division Centrale, dont ils furent champions en 2011 et 2012, les Chicago Bulls sont confrontés aux Cavaliers de Cleveland, aux Pistons de Détroit, aux Pacers de l'Indiana et aux Bucks de Milwaukee. Depuis les années 1990, ils nourrissent également une rivalité avec les Knicks de New York et le Heat de Miami.
Les principaux joueurs actuels des Bulls sont le pivot Nikola Vučević et le meneur Coby White.

## Historique

### La création de la franchise

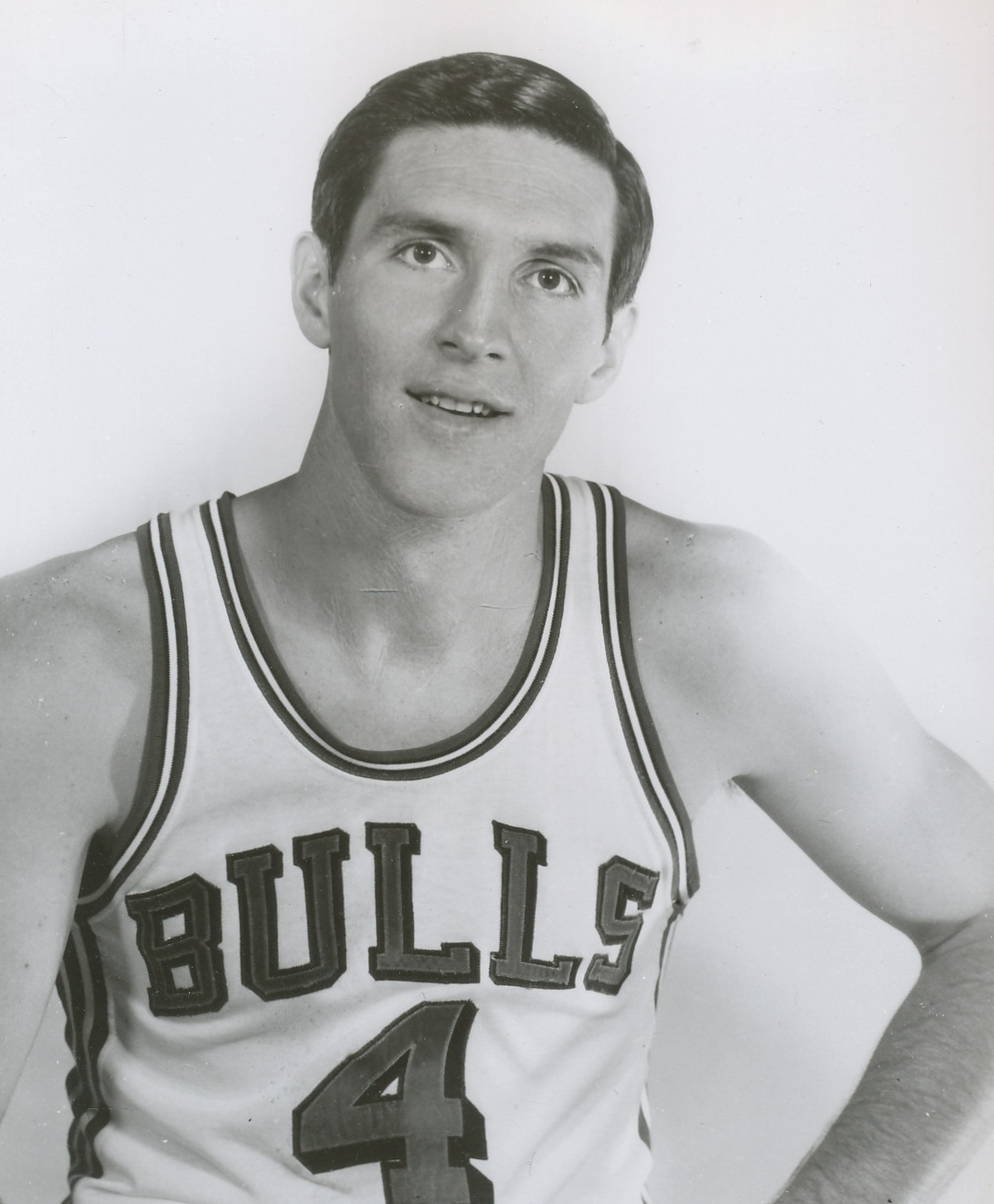
L'ailier Jerry Sloan, leader des Bulls de 1966 à 1976. Il en devient l'entraîneur de 1979 à 1982.

Les Chicago Bulls ne sont que la troisième franchise NBA implantée à Chicago, après les Packers / Zephyrs (devenus par la suite les Wizards de Washington) et les Stags de Chicago, qui n'existent que durant quatre saisons (1946-1950). Un quatrième club, les American Gears de Chicago, dispute trois saisons en National Basketball League - l'ancêtre de la NBA -, entre 1944 et 1947, mais fait faillite à cause d'une gestion hasardeuse par son propriétaire. Jusque dans les années 1960, les habitants de Chicago ne manifestent que peu d'intérêt pour le basketball. En 1950, l'équipe des Stags est dissoute en raison de la faiblesse de l'affluence aux matchs. En 1961, le club des Chicago Packers est créé, mais vendu l'année suivante à des investisseurs du Maryland en raison d'une très mauvaise saison (18 victoires pour 62 défaites) : ceux-ci font déménager la franchise à Baltimore.
En 1963, Dick Klein (en), ancien joueur des American Gears, tente en vain de racheter l'équipe renommée entretemps Chicago Zephyrs. Il demeure déterminé à créer une nouvelle équipe professionnelle à Chicago et commence à solliciter des hommes d'affaires locaux. Les investisseurs sont alors sceptiques, notamment en raison des nombreux échecs des précédentes équipes de la ville. La situation évolue lorsque la chaîne de télévision américaine ABC, en pleine négociation des droits de diffusion de la NBA, approuve l'idée d'une équipe à Chicago pour faire augmenter les audiences. Après avoir réussi à attirer davantage de capitaux, la société acquiert le statut d'expansion team (en) pour 1,6 million de dollars le 26 janvier 1966, et Dick Klein est nommé manager.

### 1966-1984: Les débuts

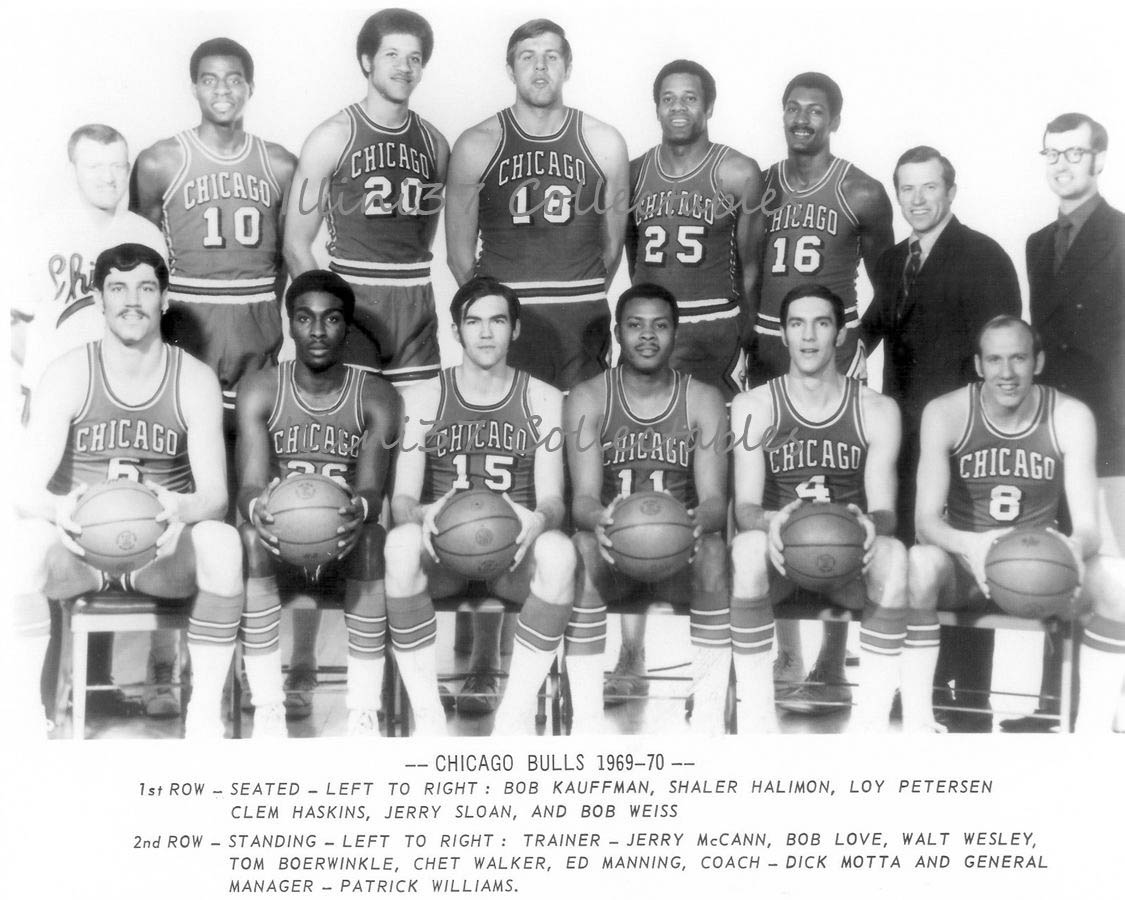
L'effectif 1969–1970 des Bulls.

La franchise joue sa première saison en 1966-1967, et bat le record de matchs gagnés par une expansion team en NBA, en se qualifiant pour les play-offs. Les années suivantes, les Bulls assemblent pièce par pièce une équipe compétitive, mais sans jamais atteindre les sommets. Durant les années 1970, les Bulls sont réputés pour être une équipe robuste au style défensif, construite autour des ailiers Jerry Sloan, Bob Love et Chet Walker, du meneur Norm Van Lier, et du pivot Tom Boerwinkle. Néanmoins, la franchise ne remporte qu'un titre de Division, et n'atteint pas les finales.
À la fin des années 1970, les Bulls profitent de l'effondrement d'une ligue concurrente, l'ABA, pour se renforcer en sélectionnant Artis Gilmore. Il mène une équipe composée de hauts choix de draft : Reggie Theus, David Greenwood et Orlando Woolridge. Après le transfert de Gilmore aux Spurs de San Antonio pour le pivot Dave Corzine, les Bulls se tournent vers une attaque à haut régime axée autour de Theus, qui inclut rapidement les arrières Quentin Daly et Ennis Whatley. Les performances lamentables obtenues poussent les Bulls à transférer Theus pour la saison 19.

### 1984-1998: L'ère Michael Jordan

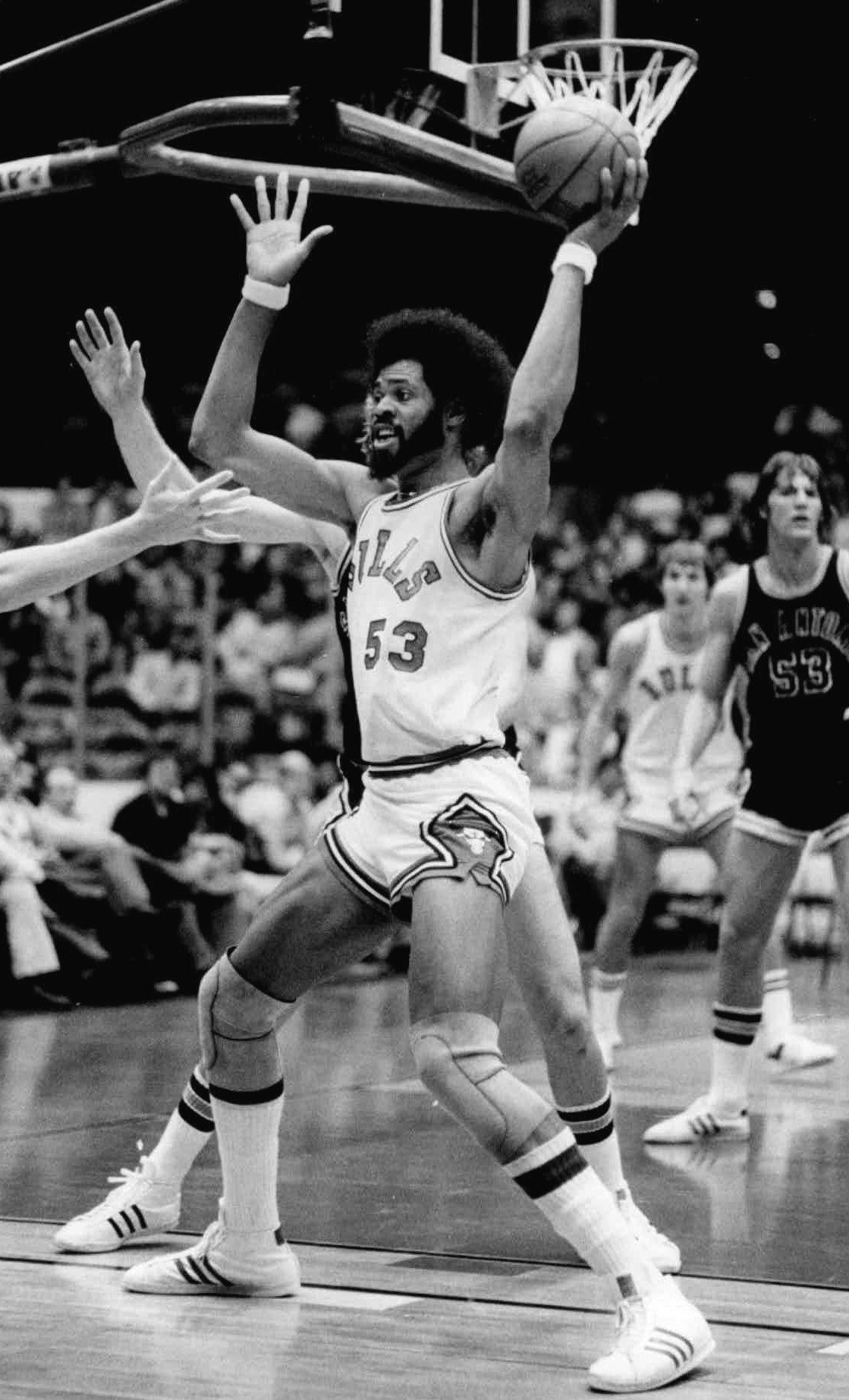
Artis Gilmore, pivot des Bulls de 1976 à 1982, durant un match en 1977.

Durant l'intersaison 1984 les Bulls héritent du troisième choix de la draft, après Houston et Portland. Avec le premier choix, les Rockets sélectionnent naturellement Akeem Olajuwon (qui n'a pas encore de « H » dans son prénom), le pivot issu de l'université de Houston.
Les Blazers disposent du deuxième choix. Ils n'hésitent pas longtemps avant de choisir Sam Bowie : le poste d'arrière est déjà pourvu par Clyde Drexler, et les Blazers veulent faire perdurer la tradition du pivot talentueux entamée avec Bill Walton. Sam Bowie a une courte carrière perturbée par les blessures.
Avec le troisième choix, les Bulls sélectionnent un arrière très athlétique qui vient de remporter le titre universitaire avec North Carolina : Michael Jordan.
Il faut savoir qu'à l'époque, les Bulls, ne réalisant pas le potentiel que représentait Jordan, essayent d'échanger leur choix de draft quelques jours avant contre un pivot. Mais les discussions entamées avec Seattle et les Clippers de Los Angeles n'aboutissent pas. Dans les mentalités de l'époque, une équipe championne se construisait autour d'un pivot, car jamais un arrière dans l'histoire de la ligue n'avait dominé le championnat autant qu'un pivot (Bill Russell, George Mikan ou Wilt Chamberlain).
Les Bulls, avec le nouveau propriétaire Jerry Reinsdorf et le nouveau General Manager Jerry Krause, décident de construire l'équipe autour de Jordan. Celui-ci établit deux records de franchise dès sa première année en menant l'équipe aux points (troisième dans la ligue) et aux interceptions (quatrième dans la ligue). Il ramène l'équipe en play-offs, gagne le titre de rookie de l'année (débutant ou recrue de l'année) et se voit nommé dans la All NBA Second Team (second cinq NBA).
Durant l'intersaison, la franchise acquiert l'arrière John Paxson et échange Ennis Whatley (et Keith Lee) contre Charles Oakley, tout juste drafté par Cleveland. Avec Jordan et Dave Corzine, ce quatuor compose la force offensive des Bulls pour les deux saisons à venir. Pour pallier la blessure de Jordan, indisponible pour la saison, l'équipe acquiert la légende NBA George Gervin qui apporte de l'aide offensive. Les Bulls terminent huitième de la Conférence Est. Jordan revient pour les play-offs affronter les Celtics de Boston, auteurs d'une saison monstrueuse avec 67 victoires pour 15 défaites. Chicago est balayé en trois manches, mais Jordan enregistre un nouveau record en marquant 63 points dans un match, ce qui amène son rival Larry Bird à commenter : « C'était Dieu déguisé en Michael Jordan ».
En 1986-1987, Jordan mène la ligue avec 37,1 points de moyenne par match et devient le premier Bull nommé dans la All NBA first team. Cependant les Bulls sont encore balayés par les Celtics en play-offs. En 1987 Krause sélectionne le pivot Olden Polynice et l'ailier fort Horace Grant. Polynice est échangé contre Scottie Pippen le jour de la draft. Avec Paxson et Jordan à l'arrière, Brad Sellers et Oakley à l'aile, Corzine au centre, et les rookies Pippen et Grant venant du banc, les Bulls réalisent une belle saison en gagnant 50 matchs et en avançant jusqu'aux demi-finales de Conférence, avant d'être éliminés par les Pistons de Détroit. Michael Jordan est pour la première fois nommé meilleur joueur de la saison régulière.

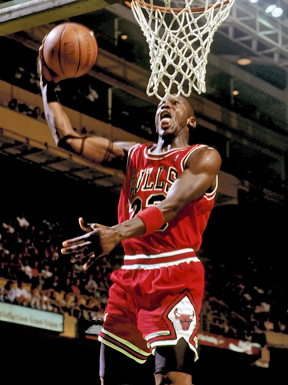
Michael Jordan effectuant un dunk

L'intersaison 1989 marque une seconde année consécutive de changements majeurs. Le populaire Charles Oakley qui mène la ligue aux rebonds en 1987 et 1988, est transféré aux Knicks de New York pour le pivot Bill Cartwright et un choix de draft utilisé pour sélectionner Will Perdue. Le nouveau cinq majeur composé de Paxson, Jordan, Pippen, Grant et Cartwright met un peu de temps à se trouver et gagne moins de matchs que la saison précédente.
Au premier tour des play-offs, les Bulls affrontent une prometteuse équipe des Cavaliers de Cleveland. Ils sont poussés jusqu'au cinquième match décisif. À trois secondes de la fin, les Cavaliers mènent d'un point. À la remise en jeu pour les Bulls, Brad Sellers donne le ballon à Jordan qui saute pour tirer. Son défenseur, Craig Ehlo, saute pour tenter de le contrer. Ehlo s'élève, Jordan aussi, mais pendant que le premier redescend, le second s'élève encore, tire et marque le panier de la victoire. Cette action, l'une des plus belles de l'histoire de la ligue, est surnommée « The Shot ».
La saison des Bulls s'arrête en finales de Conférence, face aux Pistons de Detroit, où ils sont éliminés en six matchs. Jordan est malmené et isolé face à la rugueuse défense des Pistons mise au point par Chuck Daly.
En 1989-1990, Jordan mène pour la quatrième saison consécutive la ligue aux points par match. Pippen glane sa première sélection au All-Star Game. L'entraîneur Doug Collins est remplacé par son assistant Phil Jackson. Durant la draft 1989, les Bulls sélectionnent Stacey King et B. J. Armstrong. L'équipe, qui s'améliore, finit cinquième de la Conférence Est. Après avoir de nouveau éliminé les Cavs en cinq manches au premier tour, les Bulls retrouvent les Pistons en finales de Conférence et les poussent jusqu'au septième match avant d'être éliminés pour la troisième saison consécutive.

#### Les années 1990, et le premier triplé

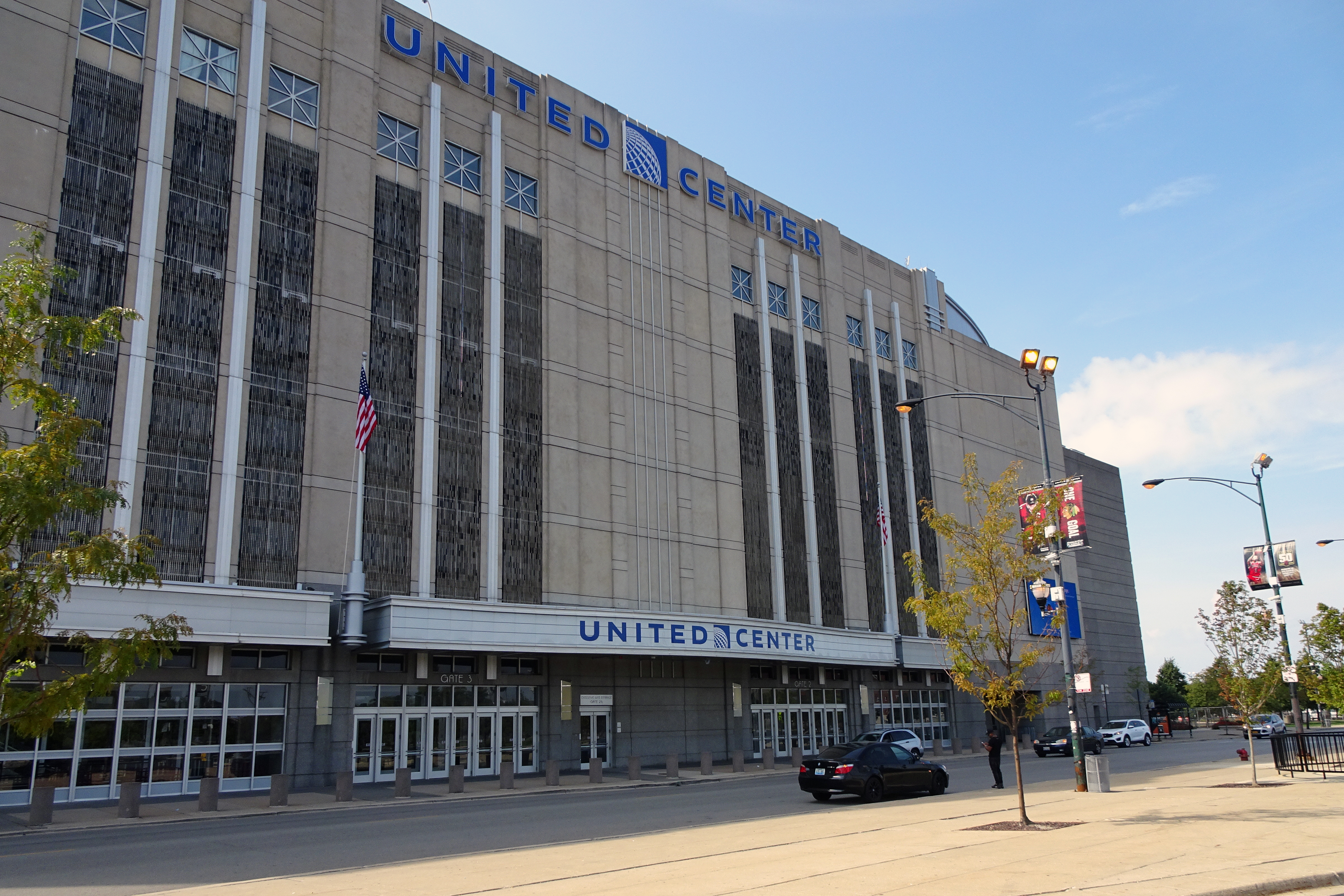
L'United Center

Pour la saison 1990-1991, l'attaque en triangle développée par Phil Jackson est finalement bien assimilée et Jordan comprend qu'il doit jouer avec ses coéquipiers s'il veut remporter le titre NBA. Les Bulls établissent un record de la franchise avec 61 victoires, et traversent allègrement les play-offs en balayant les Pistons en finales de Conférence avant de gagner les finales en seulement cinq manches face aux Lakers de Magic Johnson. Michael Jordan est nommé meilleur joueur de la saison régulière et meilleur joueur des finales en plus d'engranger un cinquième titre de meilleur marqueur. Les Bulls ne perdent que deux matchs pendant les playoffs, à chaque fois sur un tir dans les dernières secondes (Hersey Hawkins avec Philadelphie et Sam Perkins lors du premier match des Finales avec les Lakers).
Après des playoffs disputés face notamment aux Knicks de New York et aux Cavaliers de Cleveland, les Bulls gagnent un deuxième titre consécutif en 1991-1992 face aux Blazers après avoir de nouveau battu le record de victoires en saison régulière de la franchise avec 67. Jordan est de nouveau élu meilleur joueur de la saison régulière et des finales, en plus de son sixième titre de meilleur marqueur.
En 1992-1993 les Bulls réussissent ce qu'aucune équipe n'avait fait depuis les légendaires Celtics de Boston des années 1960, en cherchant un troisième titre consécutif, face cette fois aux Suns de Phoenix de Charles Barkley, avec le tir historique de Paxson qui donne la victoire et le titre lors du sixième match. Jordan est encore meilleur joueur des finales, et égale le record de Wilt Chamberlain avec sept titres de meilleur marqueur d'affilée.
Mais durant l'été, Jordan choque le monde du basket en annonçant sa retraite, directement liée à l'assassinat de son père quelques mois plus tôt. Les Bulls deviennent alors l'équipe de Scottie Pippen, jusqu'alors fidèle lieutenant de Jordan. Horace Grant et B.J. Armstrong améliorent leur niveau de jeu et sont sélectionnés pour la première fois au All-Star Game, où Scottie Pippen est élu meilleur joueur. Le trio est assisté de Cartwright, Perdue, de l'arrière Pete Myers et du rookie croate Toni Kukoč. En dépit de la très bonne saison régulière des Bulls, vainqueurs de 55 rencontres, Chicago perd au second tour des play-offs face aux Knicks.

#### Le retour de Jordan

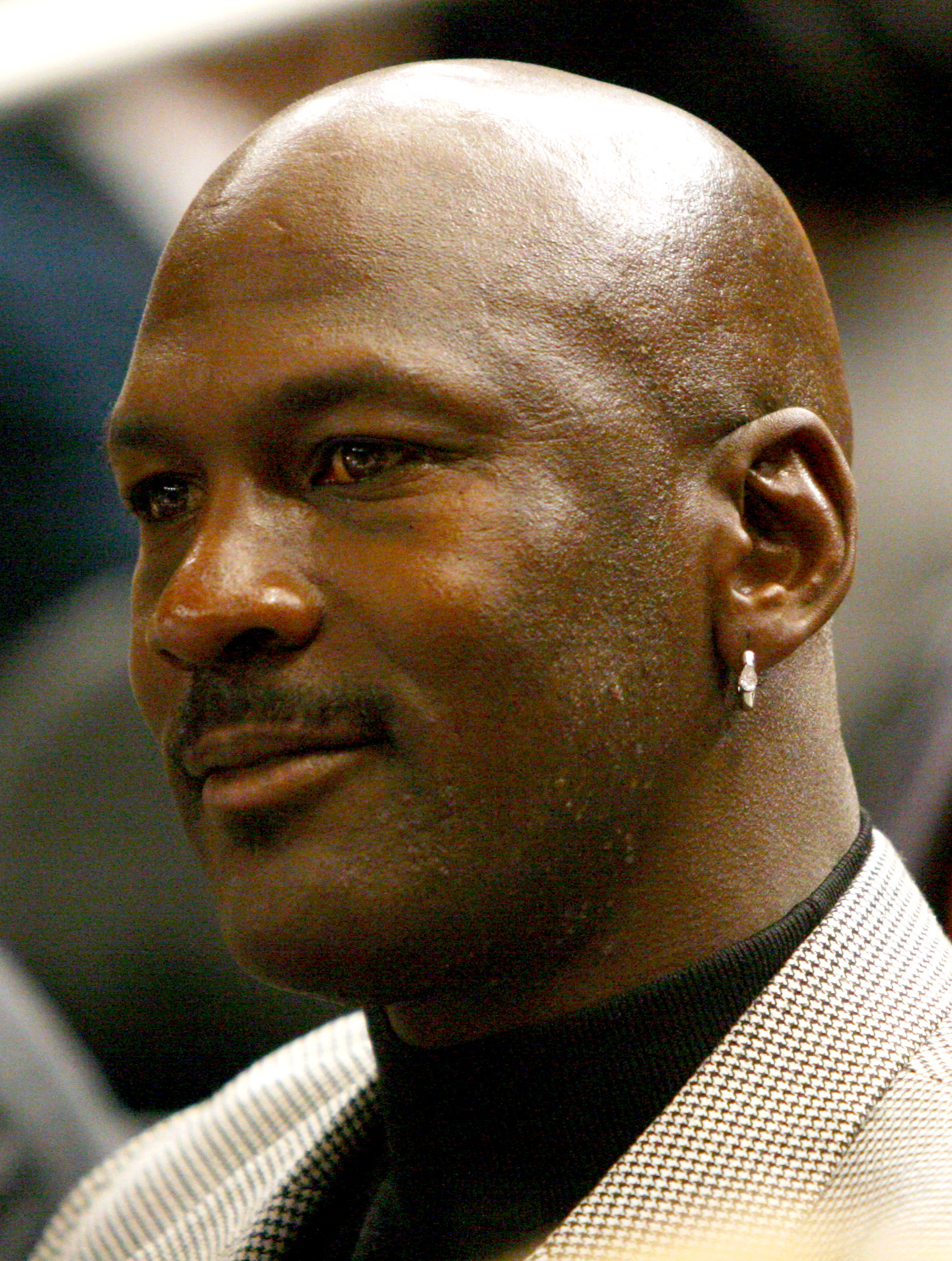
Michael Jordan, l'icône mondiale du basket

En 1995 les Bulls perdent Horace Grant et Bill Cartwright, respectivement partis à Orlando et Seattle, mais signent l'arrière All-Star Ron Harper. L'équipe s'effondre en saison régulière, quand, le 17 mars 1995, Michael Jordan annonce son retour. Il revient immédiatement au niveau des meilleurs joueurs de la ligue, marquant 55 points face aux Knicks dès son cinquième match, et amène les Bulls à la cinquième place de la Conférence Est. Mais Jordan, pas encore au sommet de sa forme, ne peut rien faire pour empêcher son équipe de perdre face au Orlando Magic de Shaquille O'Neal au second tour des play-offs.
Durant l'intersaison, les Bulls perdent B.J. Armstrong dans l'expansion draft, mais Krause réussit un transfert de génie en échangeant l'anecdotique Will Perdue aux Spurs contre Dennis Rodman. Rodman, meilleur rebondeur de la ligue lors des quatre dernières saisons, est devenu indésirable à San Antonio à cause de son caractère imprévisible, incompatible avec la rigueur de son entraîneur, Gregg Popovich. Sur le plan purement statistique, l'échange est à l'avantage des Bulls mais le pari est risqué car le caractère instable de Rodman est susceptible de détruire l'équipe.
Il n'en sera rien. Le trio Jordan-Pippen-Rodman, bien secondé par Toni Kukoc, Ron Harper, Luc Longley et Steve Kerr, réussit alors la meilleure saison de l'histoire de la NBA en remportant 72 victoires pour dix défaites (record qui est battu lors de la saison 2015-2016 par les Golden States Warriors avec un bilan de 73 victoires pour 9 défaites). Jordan est meilleur marqueur de la ligue, Rodman meilleur rebondeur, et Steve Kerr mène la ligue au pourcentage à 3 points. Jordan est meilleur joueur de la saison régulière, du All-Star Game et des finales, Krause est le General Manager de l'année, Kukoc le meilleur sixième homme et Phil Jackson le meilleur entraîneur. Pippen et Jordan sont nommés dans la All NBA First Team, et le trio Jordan-Pippen-Rodman est dans la All NBA First Defensive Team. Les Bulls triomphent des Sonics de Gary Payton et Shawn Kemp en finales, lors du sixième match. Jordan renoue avec le titre NBA depuis le décès de son père, le jour de la fête des Pères.

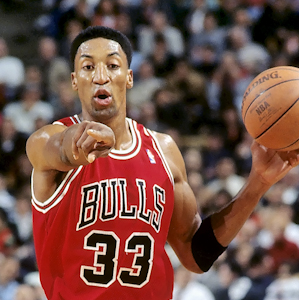
Scottie Pippen.

Les Bulls répètent leur année d'excellence en 1996-1997 en égalant le deuxième meilleur bilan de l'histoire de la ligue avec 69 victoires. Ils battent en finales le Jazz de l'Utah de Karl Malone et John Stockton en six matchs grâce à Steve Kerr lors du dernier match. Jordan est pour la neuvième fois meilleur marqueur de la ligue.
L'année suivante, les Bulls réalisent une nouvelle fois le Three-peat (trois titres d'affilée) en remportant 62 victoires et le titre NBA, de nouveau face au Jazz. Lors du sixième match, Jordan rentre à six secondes de la fin le tir décisif qui offre le match et le titre aux Bulls. Il remporte son dixième titre de meilleur marqueur, son cinquième de meilleur joueur de la saison régulière et son sixième de meilleur joueur des finales. Rodman remporte son septième titre d'affilée de meilleur rebondeur.

### 1998-2008: Une longue reconstruction
Après la seconde retraite de Michael Jordan, l'été 1998 met un terme à cette épopée fantastique. Jerry Krause, sentant qu'il faut tourner la page, remodèle complètement l'effectif en refusant de re-signer Phil Jackson, Dennis Rodman et Steve Kerr ; il transfère Scottie Pippen et Luc Longley contre des joueurs anecdotiques. L'effectif est médiocre et Krause ne fait rien pour l'améliorer dans l'immédiat. Sa stratégie est simple : réaliser les plus mauvaises performances pour augmenter ses chances d'obtenir des hauts choix de draft, qu'il pourra coupler avec la signature de joueurs de gros calibre dans quelques années.[réf. nécessaire] Toni Kukoč mène aux points, aux rebonds et aux passes décisives cette équipe, qui ne gagne que 13 des 50 matchs d'une saison réduite à cause de la grève des joueurs.
Avec la draft les Bulls sélectionnent Elton Brand et Ron Artest. Toni Kukoč est transféré durant la saison à Philadelphie. Elton Brand devient le premier Bulls depuis Artis Gilmore à enregistrer 20 points et 10 rebonds de moyenne. Avec Artest, il est la seule satisfaction de la franchise qui établit un bilan de 17 victoires pour 65 défaites, le pire de la franchise, seulement quatre ans après avoir établi le record historique de victoires en saison régulière.

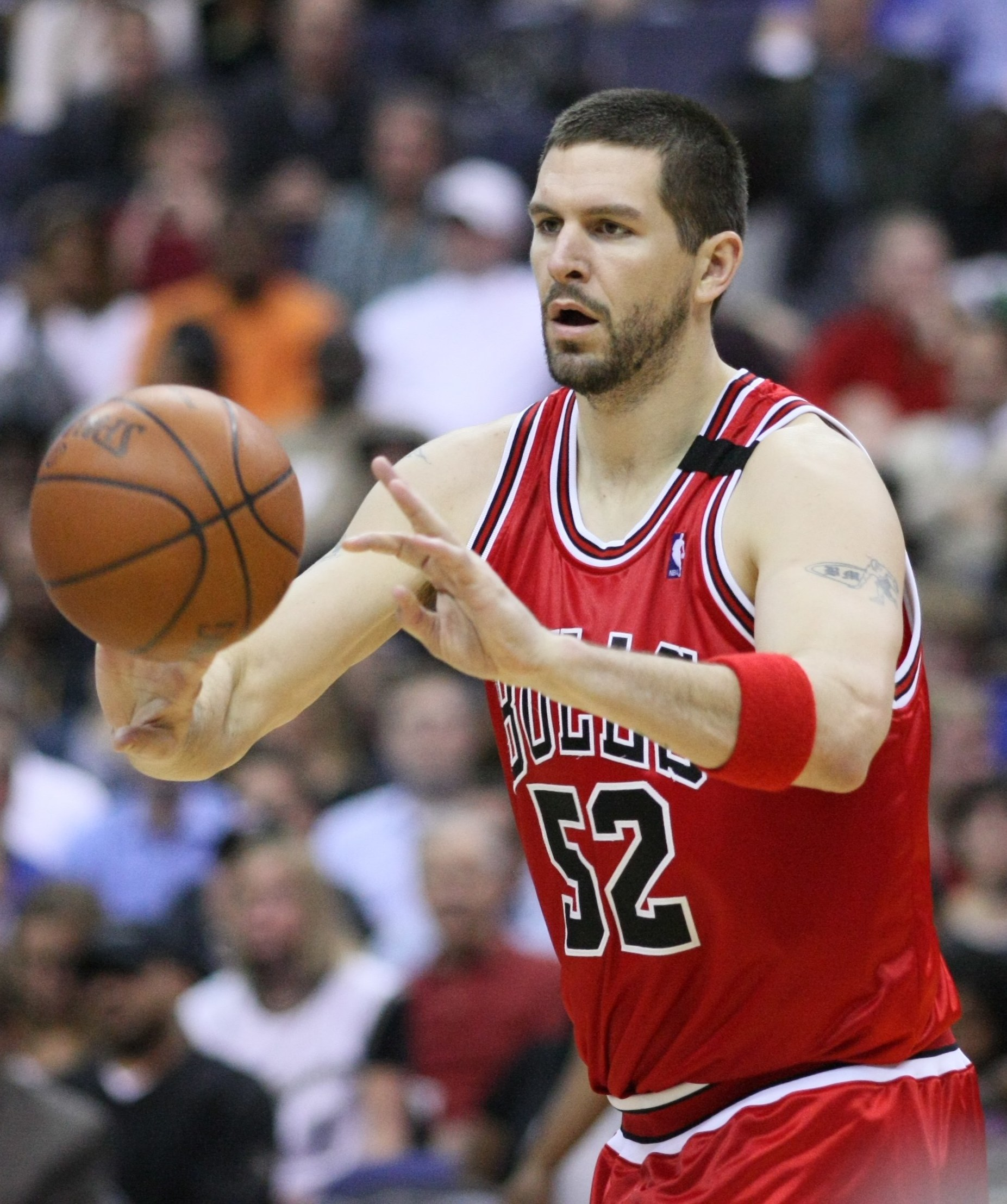
Brad Miller, pivot des Bulls de 2000 à 2002, et de 2008 à 2010.

Krause n'arrive pas à signer des joueurs de haut niveau durant l'intersaison, il se tourne vers des jeunes joueurs : Brad Miller et Ron Mercer, signés en agents libres, ainsi que Marcus Fizer et Jamal Crawford, sélectionnés lors de la draft. Brand finit meilleur marqueur et rebondeur de la franchise, mais l'équipe est trop jeune et établit un nouveau record de défaites avec seulement 15 victoires pour 67 défaites.
À l'intersaison suivante Krause choque les fans des Bulls en transférant Elton Brand aux Clippers de Los Angeles contre le second choix de la draft Tyson Chandler. Il sélectionne également Eddy Curry avec le quatrième choix. Les deux joueurs sont directement issus du lycée, Krause ne s'attend évidemment pas à ce qu'ils apportent une contribution significative durant leurs premières années. Il transfère en cours de saison ses trois meilleurs marqueurs (Artest, Mercer et Miller) pour Jalen Rose, certainement le joueur le plus polyvalent de l'équipe depuis Jordan et Pippen. L'entraîneur Tim Floyd est remplacé par Bill Cartwright, et l'équipe s'améliore pour passer de 15 à 21 victoires à la fin de la saison. Les Bulls sont toujours derniers de la ligue.
Pour la saison 2002-2003, les Bulls sélectionnent Jay Williams avec le deuxième choix de la draft. Toujours menés par Rose, assisté de Crawford, Fizer, Donyell Marshall, Eddy Curry, Tyson Chandler et Trenton Hassell, les Bulls forment une équipe jeune et excitante qui gagne 30 matchs pour la première saison complète de Cartwright en tant qu'entraîneur.
Durant l'été 2003, les Bulls font face à de nombreux changements. Jerry Krause, General Manager de l'équipe depuis 19 ans, se retire pour laisser place à John Paxson. Jay Williams, à l'issue d'une saison rookie prometteuse, se blesse gravement lors d'un accident de moto. Paxson choisit Kirk Hinrich avec le septième choix de la draft, et signe Scottie Pippen qui effectue son grand retour dans la franchise pour terminer sa carrière, et épauler les jeunes.

Mais la saison 2003-2004 est une déception. Eddy Curry ne développe pas son niveau de jeu comme prévu, et fait preuve de manque d'efforts et d'engagement. Tyson Chandler souffre d'un problème de dos chronique et manque plus de 30 matchs. Scottie Pippen doit gérer des problèmes au genou et Jamal Crawford demeure inconsistant. Bill Cartwright est limogé en décembre 2003 pour être remplacé par Scott Skiles. Un échange avec les Raptors de Toronto envoie Rose et Marshall rejoindre cette franchise contre Antonio Davis et Jerome Williams. L'équipe termine avec 23 victoires, deuxième plus mauvaise équipe de la ligue.

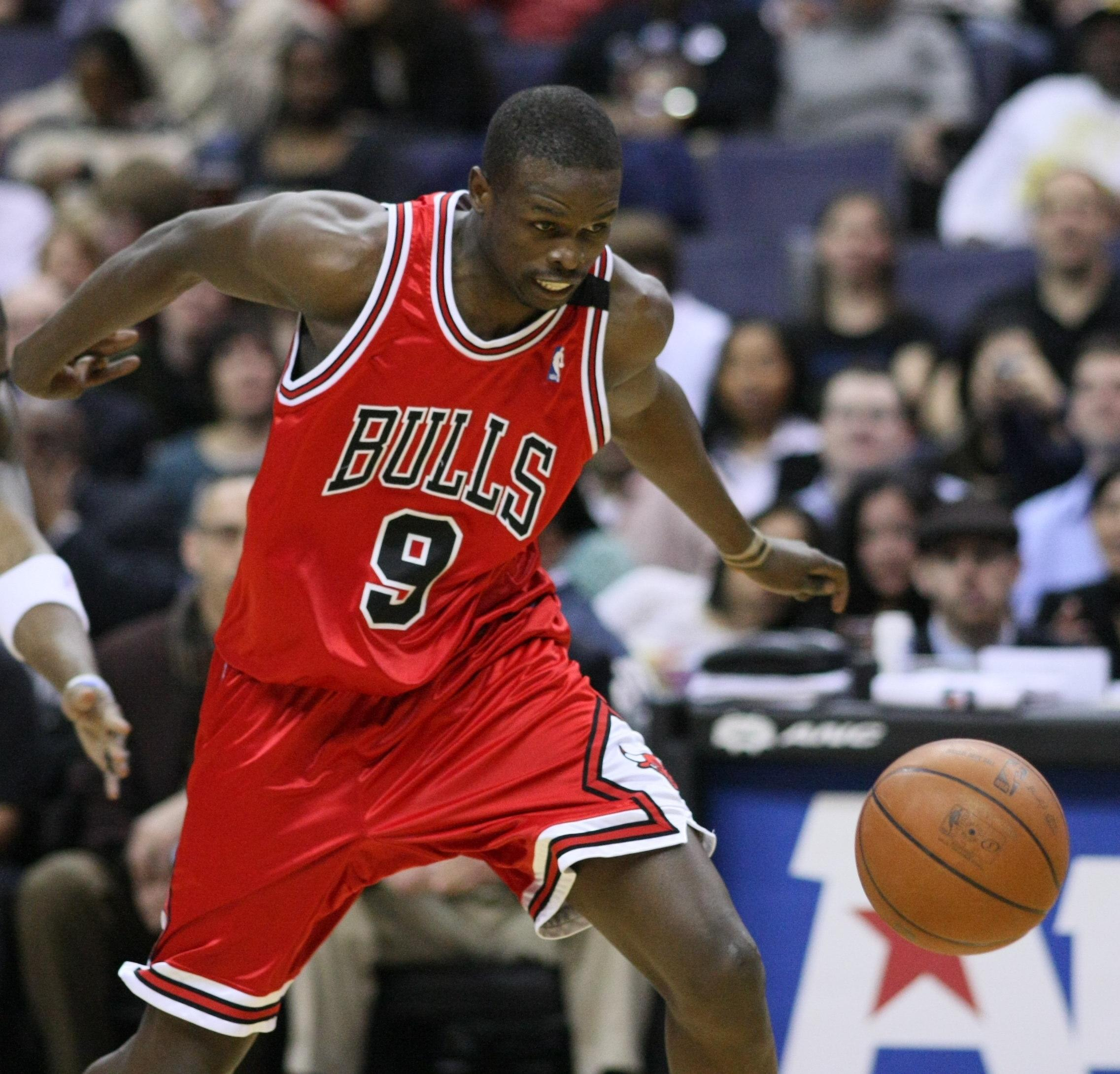
L'ailier Luol Deng, qui joua pour les Chicago Bulls de 2004 à 2014. Il est sélectionné pour le NBA All-Star Game en 2012 et 2013.

Durant l'intersaison 2004, Paxson transfère un futur choix de draft aux Suns de Phoenix contre un choix supplémentaire pour la draft à venir. Disposant du 3e et du 7e choix, les Bulls sélectionnent l'arrière Ben Gordon et l'ailier Luol Deng. Scottie Pippen, souffrant de problèmes au genou, prend sa retraite. Jamal Crawford, libre de tout contrat, signe aux Knicks de New York.
La saison 2004-2005 dépasse toutes les attentes et les Bulls se qualifient en playoffs pour la première fois de l'ère post-Jordan après un départ catastrophique (la saison commence avec 9 défaites consécutives). Ben Gordon s'avère être un joueur décisif dans les instants cruciaux des matchs ; il est élu meilleur sixième homme de l'année, et second au vote du rookie de l'année qui revient à Emeka Okafor. Affrontant au premier tour les Wizards de Washington avec l'avantage du terrain mais sans deux de leurs quatre meilleurs marqueurs (Eddy Curry est au repos forcé après qu'on lui a décelé des battements irréguliers du cœur et Luol Deng s'est blessé à la main), les Bulls perdent la série en six manches alors qu'ils avaient remporté les deux premiers matchs.
À l’orée de la saison 2005-2006, les Bulls sont annoncés par les observateurs comme une des équipes à suivre de près en NBA. Chicago réussit à garder Chris Duhon malgré une offre des Raptors de Toronto et fait signer un contrat de six ans à Tyson Chandler lui assurant d’être titulaire à l’intérieur à la suite du départ d’Eddy Curry. Ce dernier ayant refusé des examens complémentaires de son cœur est envoyé en compagnie d’Antonio Davis à New York contre Tim Thomas, Michael Sweetney et des futurs tours de draft. Darius Songaila quitte les Kings de Sacramento pour compléter l’effectif d’une équipe jeune mais ambitieuse. Le début de saison est néanmoins chaotique et après quatre mois de compétition, les Bulls présentent un bilan de 25 victoires pour 31 défaites. Tim Thomas est alors débarqué début mars après n’avoir joué que trois matchs depuis l’ouverture de la saison. Ce n'est qu'au prix d'une fin de saison remarquable, au cours de laquelle ils remportent neuf de leurs dix derniers matchs que les Bulls se qualifient pour les playoffs avec un bilan final de 41 victoires pour autant de défaites. Ils sont éliminés dès le premier tour par le Heat de Miami, 4 manches à 2.
L'année suivante les Bulls acquièrent une recrue importante : Ben Wallace. Ils sont à nouveau opposés au Heat de Miami, alors champion en titre, au premier tour des play-offs et réussissent l'exploit de l'emporter 4 manches à 0. En demi-finale de conférence ils retrouvent les Pistons de Détroit et sont éliminés 4-2.

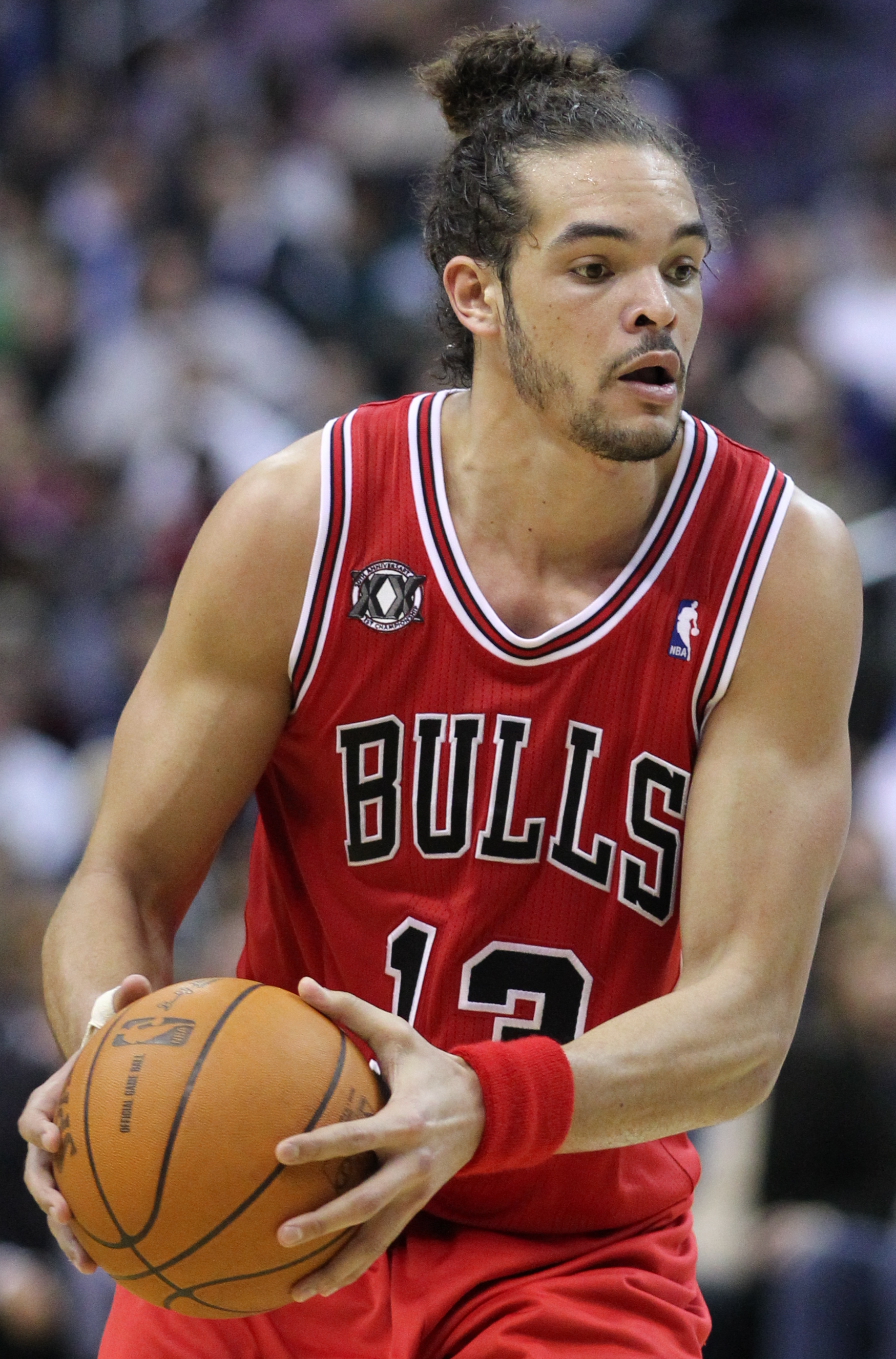
Joakim Noah, pivot des Bulls de 2007 à 2016.

En juin 2007, les Chicago Bulls obtiennent le neuvième choix à la draft, grâce à l'échange d'Eddy Curry avec New York. Ils en profitent pour sélectionner le Gator double champion NCAA Joakim Noah.
Malgré un cinq majeur alléchant la saison 2007-2008 semble mal partie avec les rumeurs de départ des deux vedettes Ben Gordon et Luol Deng. L’équipe a du mal à se forger un bon état d'esprit et les altercations entre Joakim Noah et ses coéquipiers (notamment Ben Wallace) ainsi qu’avec un entraîneur-adjoint ont un effet encore plus néfaste sur la cohésion du groupe. Côté parquet l’équipe n'arrive pas à enchaîner les victoires et sombre dans les profondeurs.
L'équipe participe à un échange entre trois équipes : les Bulls envoient Ben Wallace et Joe Smith à Cleveland, ainsi qu'Ira Newble et Adrian Griffin à Seattle. En échange Chicago reçoit trois joueurs provenant des Cavaliers Larry Hughes, Drew Gooden et Shannon Brown, l’équipe semble donc se préparer pour l’année suivante en se séparant du vieillissant Ben Wallace.
La fin de saison est comme le début : l’équipe se stabilise parmi les cinq derniers à l’Est et finit 10e. Avec un bilan de 33 victoires et 49 défaites elle termine à un peu plus de quatre victoires d’une huitième place synonyme de place pour les playoffs. Le meilleur marqueur de la saison est Ben Gordon avec 18,6 point par match.

### 2008-2016: L'ère Derrick Rose

#### L'ascension jusqu'à la consécration de Rose

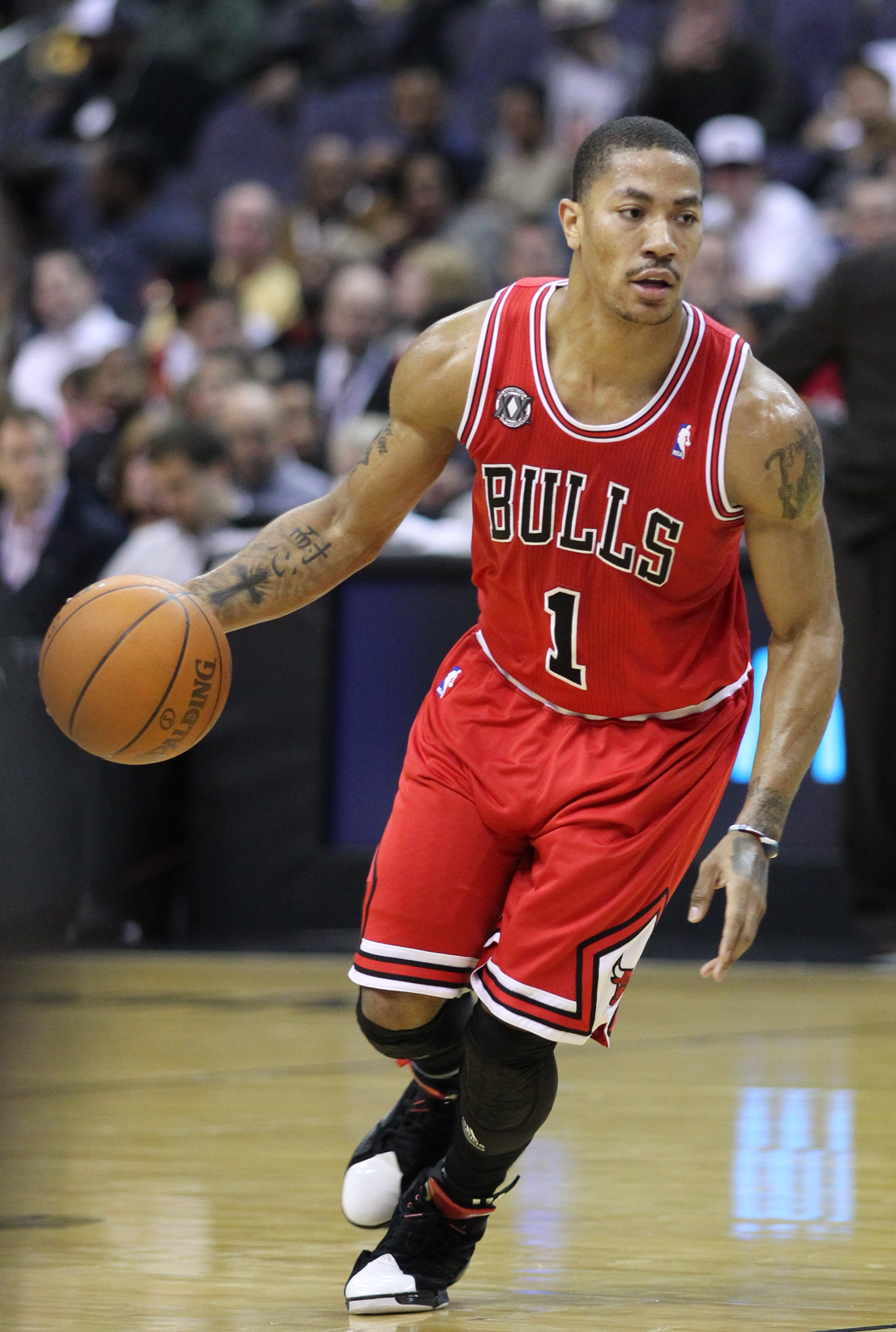
Derrick Rose

Alors que la plupart des joueurs de la franchise sont déjà en vacances les Bulls obtiennent lors de la Lottery Draft un inattendu premier choix avec lequel ils ont le choix entre les meilleurs joueurs universitaires. Le 26 juin 2008, les Bulls sélectionnent avec leur premier choix de draft Derrick Rose qui sort de l’université de Memphis.
Le 7 mars 2009, après leur victoire sur les Bucks de Milwaukee, les Bulls sont certains de participer aux playoffs dans la Conférence Est. Ils rencontrent alors au premier tour des playoffs les Celtics de Boston, champions en titre et deuxièmes de la conférence est en saison régulière. Logiquement favoris, les Celtics sont néanmoins affaiblis par l'absence sur blessure de l'un des membres du Big Three Kevin Garnett. Les Bulls en profitent et arrivent à faire douter les Celtics en les poussant vers un septième match décisif, qu'ils perdent finalement.
À l'intersaison, les Bulls choisissent James Johnson et Taj Gibson avec les 16e et 26e choix de la draft. Derrick Rose et Joakim Noah s'imposent comme les nouveaux leaders de l'équipe, sur et en dehors du terrain. Au début de la saison, les Bulls ont du mal à confirmer leurs performances des playoffs 2009 et stagnent autour de la huitième place. Après de bons résultats durant les mois de janvier et février, plusieurs des joueurs les plus importants sont touchés par des blessures (notamment Joakim Noah), et les Bulls chutent, réalisant une série de dix défaites d'affilée. Cependant, poussés par le retour de Joakim Noah et par un excellent Derrick Rose, les Bulls terminent la saison avec un bilan de 41v.-41d. avec notamment 10 victoires sur les 14 derniers matchs, arrachant ainsi la huitième place aux Raptors de Toronto.
Au premier tour des playoffs, ils rencontrent donc les Cavaliers de Cleveland de LeBron James, premiers de la Conférence Est. Les Bulls sont alors éliminés en 5 matchs, malgré d'excellentes performances du duo Derrick Rose-Joakim Noah.

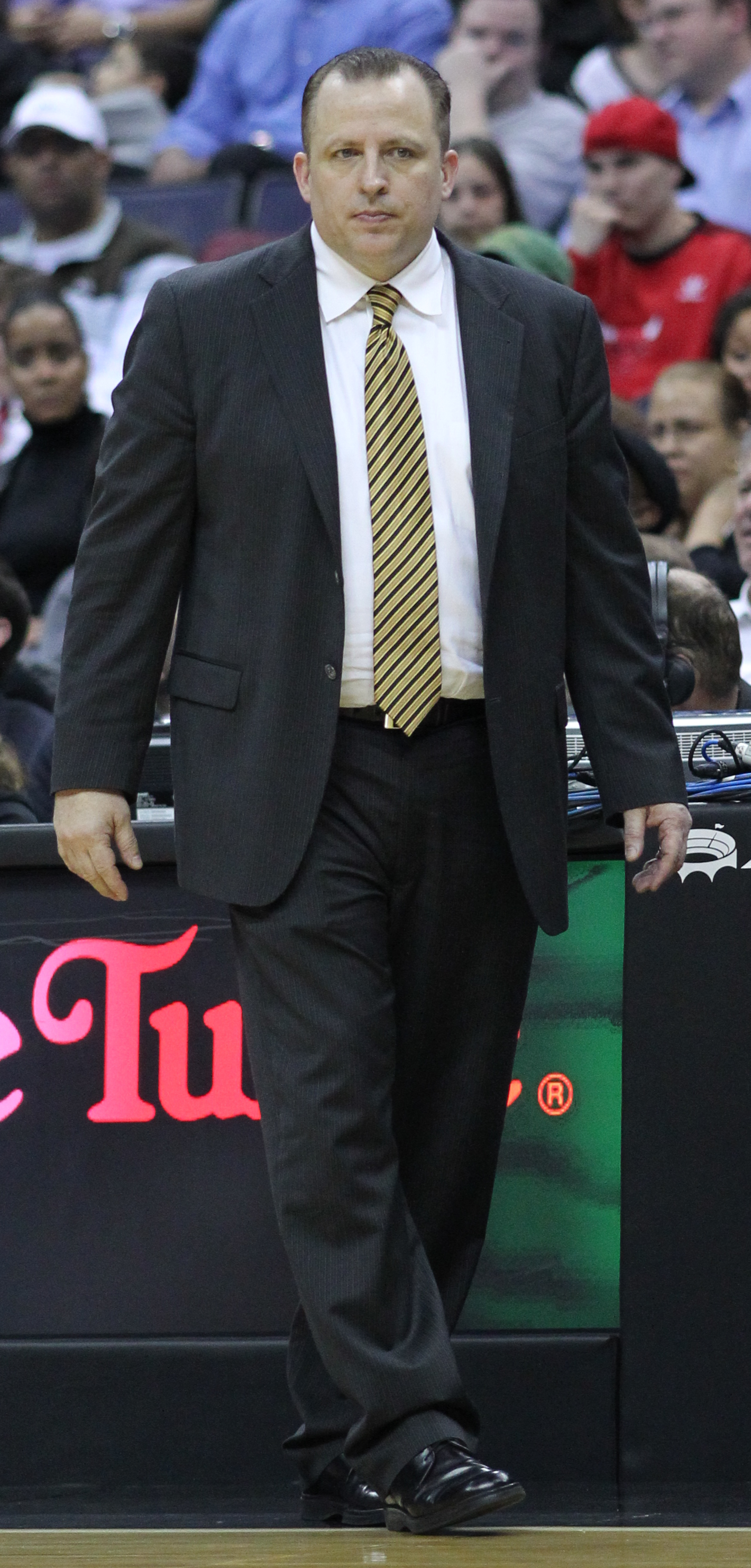
Tom Thibodeau, entraîneur des Bulls sur la période 2010-2015.

Le 4 mai 2010, la direction du club licencie l’entraîneur Vinny Del Negro et le remplace par Tom Thibodeau, jusqu'ici entraîneur-adjoint des Celtics de Boston. Profitant d'une manne financière considérable (notamment pour attirer le très convoité LeBron James, qui choisit finalement le Heat de Miami), les Bulls signent l'ailier fort All-Star Carlos Boozer et le shooteur Kyle Korver, tous deux en provenance du Jazz de l'Utah. L'arrière polyvalent des Grizzlies de Memphis (et ancien du Jazz) Ronnie Brewer rejoint également Chicago afin de remplacer le lieutenant Kirk Hinrich, envoyé aux Wizards de Washington. À noter que le pivot turc de 24 ans Ömer Aşık (Fenerbahçe Ülker) et le vétéran encore très solide Kurt Thomas (37 ans) vont se partager le rôle de remplaçant du français Joakim Noah, tandis que le prometteur meneur des Warriors de Golden State C. J. Watson devient le back-up de Derrick Rose, amené à devenir le joueur de franchise tant attendu. En compagnie de Luol Deng et Taj Gibson (auteur d'une excellente première saison), cette équipe forme l'un des effectifs les plus homogènes de la Conférence Est et figure parmi les prétendants les plus sérieux au titre.
Lors de la saison 2010-2011, Les Bulls finissent en tête de conférence Est et même de la ligue. Ils battent le Heat de Miami et les Celtics de Boston lors de la dernière semaine de la saison régulière, et Derrick Rose devient le premier joueur des Bulls à être nommé MVP depuis Jordan, il devient également le plus jeune MVP de l'histoire de la NBA. Ils éliminent ensuite les Pacers de l'Indiana lors du premier tour des playoffs (4-1), puis les Hawks d'Atlanta (4-2). Les Bulls n'avaient plus atteint les finales de conférence depuis 1998, à la fin de l'ère Jordan. Ils s'inclinent tout de même face au Heat de Miami, emmené par leur Big Three composé de LeBron James, Dwyane Wade et Chris Bosh.
Pendant l'intersaison, les Bulls sélectionnent Jimmy Butler avec le 30e choix de la draft NBA 2011. Après la fin du lock-out de la NBA, les Bulls accordent à Derrick Rose une prolongation de contrat de cinq ans d’une valeur de 94,8 millions de dollars.

#### La terrible blessure des playoffs
Lors de la saison 2011-2012, Derrick Rose est blessé la majeure partie de la saison, cependant, l’équipe termine avec un bilan de 50-16 et décroche la première place de la Conférence Est pour la deuxième année consécutive avec le meilleur bilan de la NBA. Néanmoins, cette campagne de playoffs est marquée par la grave blessure de Derrick Rose, avec une déchirure du ligament croisé antérieur du genou gauche, pendant le 4e quart-temps du premier match des playoffs contre les 76ers de Philadelphie. L'entraîneur de l'époque, Tom Thibodeau est vivement critiqué pour avoir gardé Rose sur le terrain dans le dernier quart, alors que la victoire était quasiment acquise au regard du score (99-87 à 1 minute 26 secondes de la fin). Les Bulls sont éliminés lors de cette série (4-2).
Durant l’intersaison, Corey Brewer part aux Knicks de New York, Kyle Korver aux Hawks d'Atlanta, C. J. Watson aux Nets de Brooklyn et Ömer Aşık aux Rockets de Houston. En conséquence, beaucoup de nouvelles arrivées à noter dans l'effectif avec Kirk Hinrich, Marco Belinelli, Vladimir Radmanović, Nazr Mohammed et Nate Robinson via la période d'agents libres.
D-Rose manque toute la saison 2012-2013, mais malgré son absence, les Bulls finissent avec un bilan de 45-37, soit deuxième dans la division centrale (derrière les Pacers de l'Indiana) et cinquième dans leur conférence. Ils défont les Nets de Brooklyn (4–3) au premier tour des playoffs et perdent contre le Heat de Miami (4–1).
Seulement 10 matchs après le début de la saison 2013-2014, Derrick Rose déchire son ménisque sur un jeu sans contact. Il déclare qu’il raterait le reste de la saison. Le 7 janvier 2014, le vétéran Luol Deng est envoyé aux Cavaliers de Cleveland contre le pivot Andrew Bynum. Bynum est immédiatement retiré de l'effectif. Les Bulls terminent deuxième dans la division centrale avec 48 victoires, et obtiennent l’avantage du terrain au premier tour. Cependant, en raison de l’absence d’une arme offensive forte, ils s'inclinent face aux Wizards de Washington en cinq matchs.
Lors de la draft 2014, les Bulls échangent leurs 16e et 19e choix pour Doug McDermott, sélectionné en 11e choix. Ils signent les joueurs espagnols Pau Gasol et Nikola Mirotić puis renouvellent Kirk Hinrich.

#### Retour à la suite des blessures puis départ

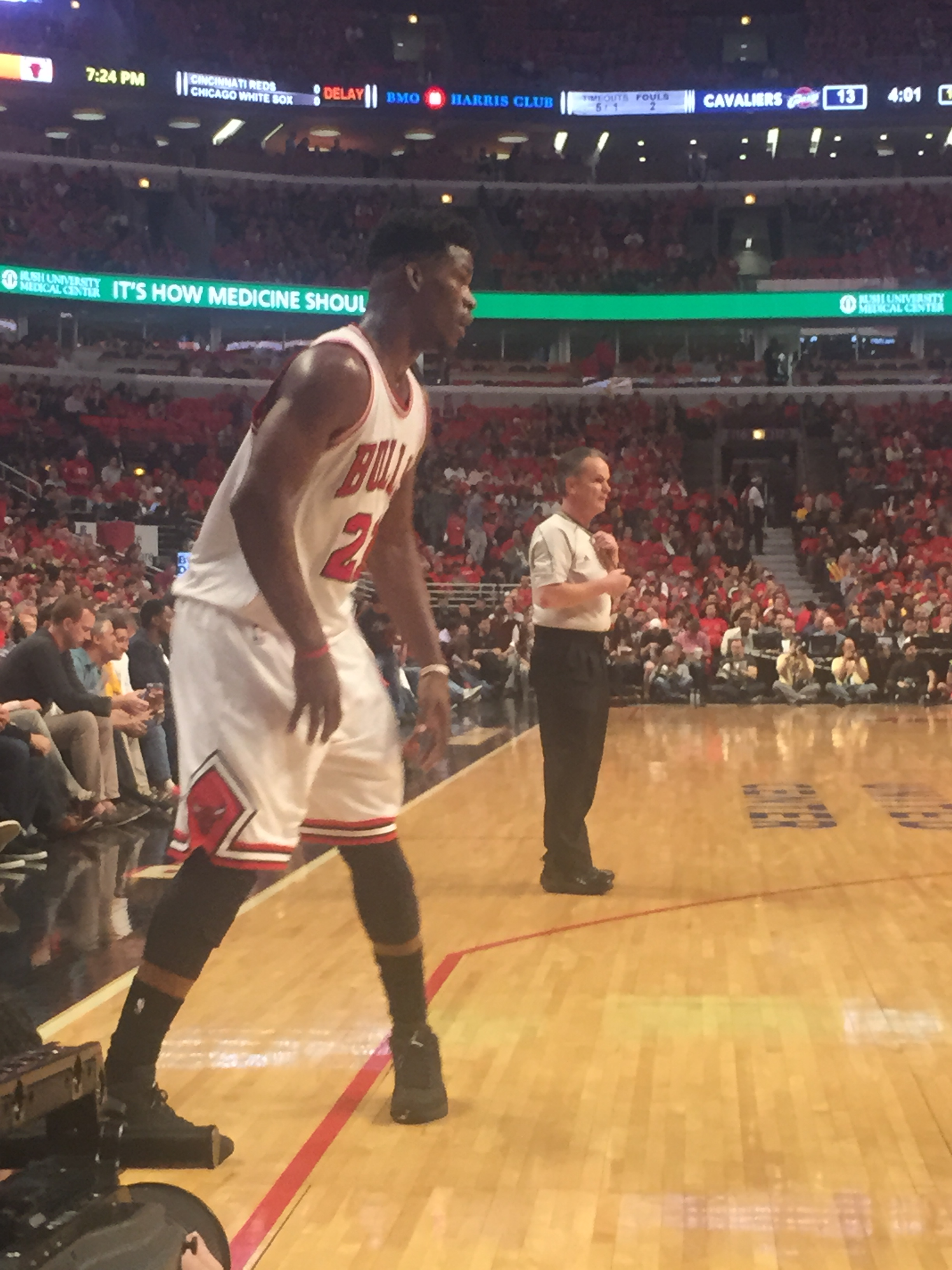
Jimmy Butler sous le maillot des Bulls.

Le retour de Derrick Rose va donner aux Bulls de l’optimisme pour la saison 2014-2015. Avec le double champion Pau Gasol et un banc profond composé de Taj Gibson, Nikola Mirotić, Tony Snell, Aaron Brooks, Doug McDermott, Kirk Hinrich, entre autres, les Bulls étaient l’une des deux équipes favorites de la Conférence Est avec les Cavaliers de Cleveland. L’émergence de Jimmy Butler comme marqueur principal est une grande surprise et il mène la course au titre de Most Imporved Player. L'augmentation statistique de Butler est considérée comme l’une des plus grandes de l’histoire de la NBA, passant de 13 points par match en 2013-2014 à 20 points par match en 2014-2015. Pau Gasol est considéré comme un atout énorme pour les Bulls et tourne en double-double tout au long de la saison. Butler et Gasol sont sélectionnés au All-Star Game en conséquence de leur belle saison individuelle. La deuxième partie de la saison est entachée par l’incohérence et la frustration de Derrick Rose. La tension entre la direction et Tom Thibodeau continue. Les Bulls terminent avec un bilan de 50-32 et finissent à la 3e place de la conférence. Ils affrontent les Bucks de Milwaukee au premier tour, et profitent du manque d'expérience des Bucks pour remporter les 3 premiers matchs. Néanmoins, les Bucks remportent les deux matchs suivants. Les Bulls s'imposent dans le match 6. Le tour suivant voit les Bulls face à leur rival de premier plan, les Cavaliers de Cleveland, emmenés par LeBron James, qui a battu les Bulls dans les trois précédentes séries éliminatoires. Chicago manque de constance et la mauvaise attaque permettent à Cleveland de remporter la série 4-2.
Le 28 mai 2015, les Bulls annoncent le limogeage de leur entraîneur principal Tom Thibodeau après 5 ans et un bilan positif de 255 victoires pour 394 matchs (64,7 %) et cinq qualifications de suite en playoffs (une finale de conférence, deux demi-finales et deux premiers tours) mais aucun titre NBA au palmarès. Les Bulls nomment Fred Hoiberg comme entraîneur le 2 juin 2015.
Les Bulls débutent bien la saison 2015-2016 avec un bilan de 8-3 au cours du premier mois. Cependant, le reste de la saison est mitigé et Chicago est éliminé de la course aux playoffs après une défaite face au Heat de Miami le 7 avril 2016, malgré un bilan de saison positif (42-40.) C'est la première fois en 8 ans que les Bulls manquent les playoffs NBA.
Le 22 juin 2016, Derrick Rose et Justin Holiday sont envoyés aux Knicks de New York contre le pivot Robin Lopez, Jerian Grant et José Calderón. Le 7 juillet, les Bulls annoncent la signature du remplaçant de Rose, en la personne de Rajon Rondo. Le 15 juillet, les Bulls signent Dwyane Wade, originaire de Chicago.
Lors de la saison 2016-2017, les Bulls se hissent à la huitième place de la conférence Est, après avoir remporté sept de leurs dix derniers matchs. L’équipe remportent les deux premiers matchs contre les Celtics de Boston au premier tour des playoffs, mais perd finalement la série après avoir essuyé quatre revers successifs.

### Depuis 2017: Nouvelle reconstruction

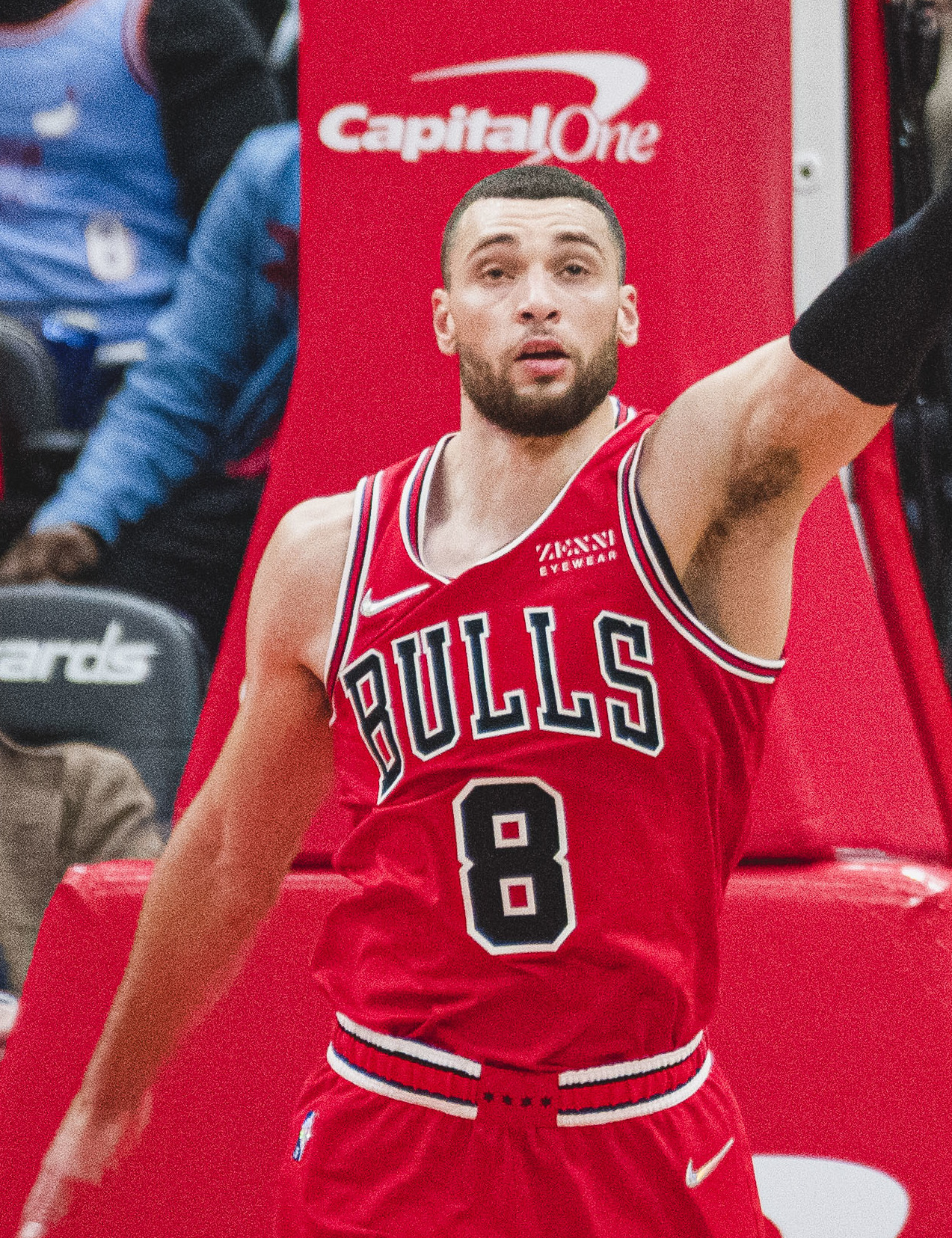
Zach LaVine rejoint les Bulls en 2017.

Le 22 juin 2017, Jimmy Butler est envoyé aux Timberwolves du Minnesota contre Zach LaVine, Kris Dunn, et le choix du premier tour de draft 2017, que les Bulls utilisent pour sélectionner Lauri Markkanen. Le 30 juin, les Bulls renoncent à Rajon Rondo et Isaiah Canaan. Le 10 juillet 2017, Justin Holiday est retourné aux Bulls pour signer un contrat de 2 ans pour 9 millions de dollars.
Juste avant le début de la saison, le 17 octobre 2017, une bagarre éclate à l'entraînement entre Bobby Portis et Nikola Mirotić, qui subit une commotion cérébrale et deux fractures au visage. Portis est suspendu huit matchs pour son rôle dans l’altercation, et Mirotić manque 23 matchs pour commencer la saison régulière. Le 1er février 2018, les Bulls échangent Mirotić et un deuxième tour de draft avec les Pelicans de La Nouvelle-Orléans pour obtenir un premier tour de draft avec Ömer Aşık, Tony Allen et Jameer Nelson. Chicago termine la saison avec un bilan de 27–55.
Le 21 juin 2018, les Bulls choisissent Wendell Carter Jr. avec le 7e choix de la draft, et avec le 22e choix, Chandler Hutchison. Le 8 juillet, les Bulls re-signent Zach LaVine avec un contrat de 78 millions de dollars sur quatre ans. Le 14 juillet, l’équipe signe Jabari Parker avec un contrat de 40 millions de dollars sur deux ans.
Le 3 décembre, les Bulls congédient l’entraîneur Hoiberg après que l’équipe a commencé la saison et promeuvent son adjoint Jim Boylen comme entraîneur principal. Le 3 janvier 2019, les Bulls échangent Justin Holiday vers les Grizzlies de Memphis en échange de Marshon Brooks, Wayne Selden Jr. Le 6 février, l’équipe échange Bobby Portis, Jabari Parker avec les Wizards de Washington un échange d'Otto Porter. Après une saison remplie de blessures, un changement d’entraîneur, les Bulls terminent avec un bilan de 22–60.
Le 20 juin 2019, lors de la draft NBA, les Bulls sélectionnent Coby White avec le 7e choix et Daniel Gafford avec le 38e choix au deuxième tour. Pendant l’intersaison l’équipe signe Tomáš Satoranský et Thaddeus Young. La saison 2019-2020 n'est guère meilleure au niveau du bilan global de l'équipe, terminant à la 11e place de la conférence, une nouvelle fois hors des playoffs. À la fin de la saison régulière, Boylen est limogé de son poste d'entraîneur et remplacé par Billy Donovan, réputé pour son développement des jeunes joueurs.
Lors de l'intersaison, les Bulls obtiennent le 4e choix de la draft 2020, avec lequel ils sélectionnent Patrick Williams.
Le 25 mars 2021, les Bulls échangent Wendell Carter Jr., Otto Porter, ainsi que les premiers choix des tours de draft 2021 et 2023 contre Nikola Vucevic et Al-Farouq Aminu du Magic d'Orlando. Ils échangent aussi Chandler Hutchison et Daniel Gafford contre Troy Brown Jr. et Moritz Wagner des Wizards de Washington. Wagner est ensuite échangé en compagnie de Luke Kornet aux Boston Celtics contre Daniel Theis et Javonte Green. L'équipe fini la saison 2020-2021 (raccourcie à 72 matchs) sur un bilan de 31-41, ratant les playoffs pour la quatrième année consécutive.
Le 2 août 2021, les Bulls envoient Tomas Satoransky, Garrett Temple, le second choix de draft 2024 et de l'argent aux Pelicans de la Nouvelle-Orléans contre Lonzo Ball. Le même jour, ils signent Alex Caruso qui était agent libre après des négociations infructueuses avec son ancienne équipe des Los Angeles Lakers. Le 11 août, Chicago annonce un échange pour envoyer Thaddeus Young, Al-Farouq Aminu, un premier choix de draft protégé et un second choix de draft aux Spurs de San Antonio en échange de DeMar DeRozan.
En début de saison 2021-2022, les Chicago Bulls réalisèrent un bilan prometteur de 24-10 au début du mois de décembre 2021 avec un trio LaVine-DeRozan-Vucevic pour mener l'équipe à la première place de la Conférence Est.
En janvier 2022, DeRozan est annoncé dans le cinq de départ du All-Star Game 2022. C'est sa troisième sélection dans le cinq de départ et sa cinquième aux All-Star Games. Zack LaVine, quant à lui, est annoncé dans l'équipe de réserve pour une deuxième année consécutive.
Chicago termine la saison 2021-2022 à une décevante 6e place au vu de leur première moitié de parcours avec un bilan de 46v.-36d. correspondant tout de même à la dernière place d'accession directe pour les playoffs auxquels ils n'avaient plus participé depuis la saison 2016-2017. Les Bulls sont éliminés dès le premier tour contre les Bucks de Milwaukee en 5 matchs.

## Couleurs et symboles

### Logo
Le logo est inventé par Dean Wessel en 1967, depuis il a été modifié plusieurs fois jusqu'à la version d'aujourd'hui qui date de 2001. Le symbole des Bulls de Chicago en plus de représenter la force et la puissance du taureau, représente aussi une partie de l'histoire de Chicago. Effectivement, autrefois Chicago était une « plaque tournante » (grands abattoirs des Union Stock Yards) de la viande bovine produite dans le sud du pays et à destination des zones urbaines de la côte atlantique, on y trouvait de nombreux abattoirs. Le logo des Bulls de Chicago a fêté son dixième anniversaire en 2011. On peut remarquer l'apparence de sang sur les cornes du taureau ; c'est le patron des Bulls, Dick Klein, qui a demandé à Dean de faire figurer ce sang afin de rendre le logo plus impressionnant aux yeux de ses adversaires : « Dick regarda au-dessus et l'a envoyé vers moi, en disant : Je veux du sang sur les cornes. Du sang ! ».

### Maillots
Depuis que Nike fournit l'ensemble des tenues aux équipes de NBA, en 2017, les maillots « domicile » et « extérieur » ont été remplacés par une collection plus fournie, pouvant servir aussi bien en déplacement qu'à domicile, portant les noms « association », « icon », « statement » et « city », et pour certaines équipes en plus une version « classic » reprenant le design d'anciens maillots.

### Les salles
- International Amphitheatre (1966-1967)
- Chicago Stadium (1967-1994)
- United Center (depuis 1994)

## Effectif actuel

### Liste des entraîneurs
- 1966 - 1968 : Johnny "Red" Kerr
- 1968 - 1976 : Dick Motta
- 1976 - 1978 : Ed Badger

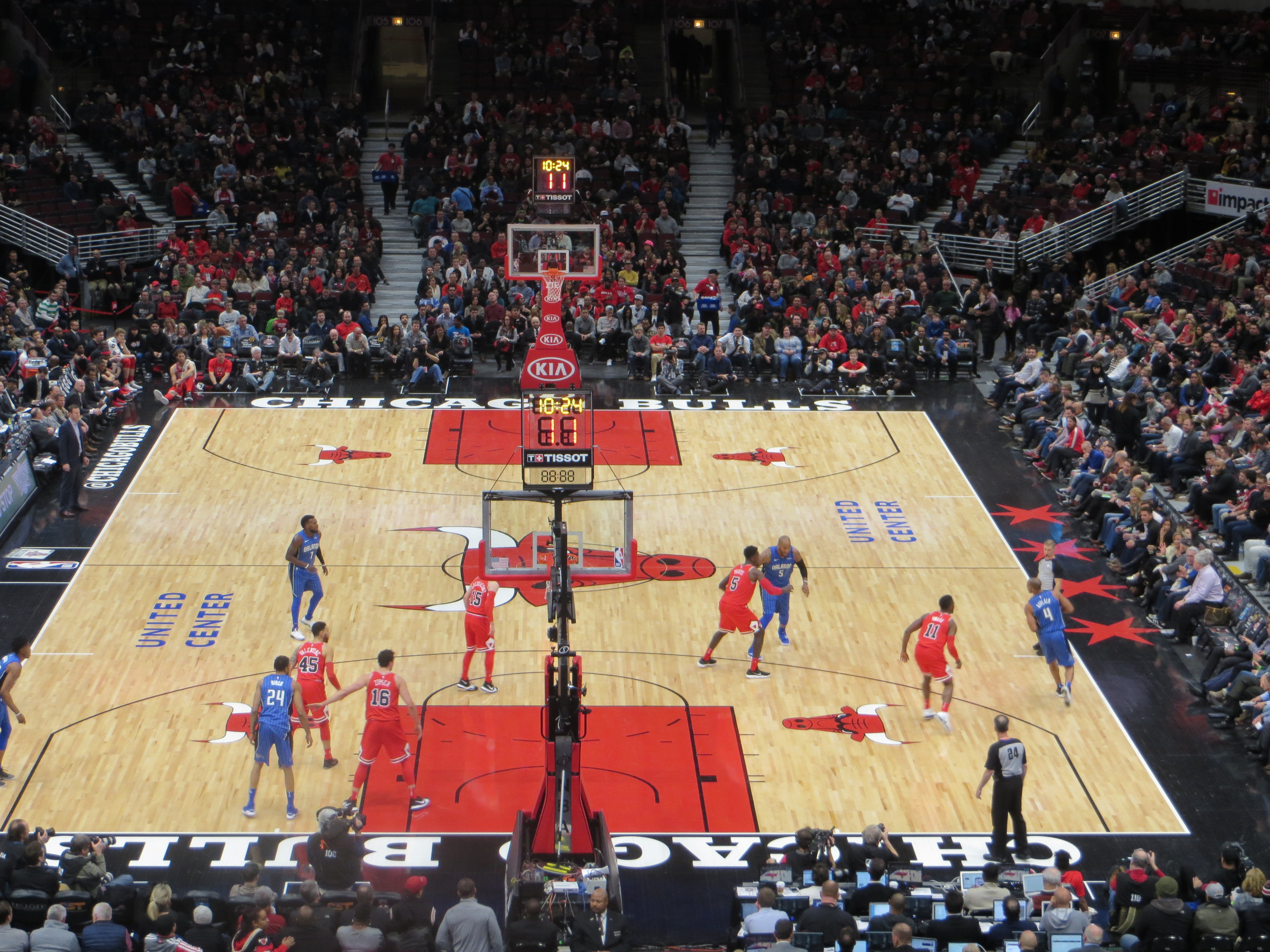
Terrain des Bulls.

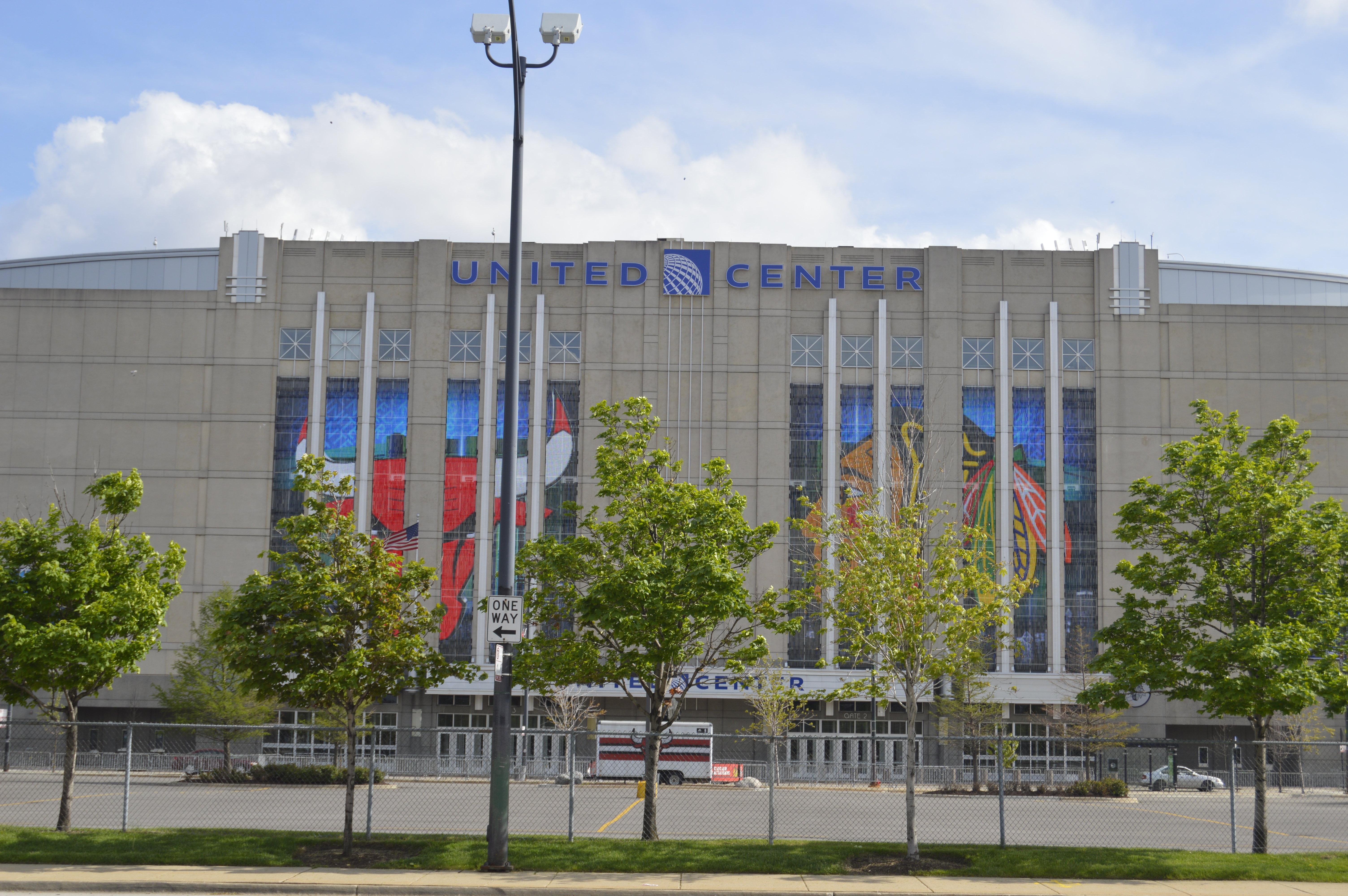
Extérieur de l'United Center.

- 1978 - 1979 : Larry Costello puis Scotty Robertson
- 1979 - 1981 : Jerry Sloan
- 1981 - 1982 : Jerry Sloan, puis Phil Johnson, puis Rod Thorn
- 1982 - 1983 : Paul Westhead
- 1983 - 1985 : Kevin Loughery
- 1985 - 1986 : Stan Albeck
- 1986 - 1989 : Doug Collins
- 1989 - 1998 : Phil Jackson
- 1998 - 2001 : Tim Floyd
- 2001 - 2002 : Tim Floyd puis Bill Berry puis Bill Cartwright
- 2002 - 2003 : Bill Cartwright
- 2003 - 2004 : Bill Cartwright, puis Pete Myers, puis Scott Skiles
- 2004 - 2007 : Scott Skiles
- 2007 - 2008 : Scott Skiles, puis Jim Boylan
- 2008 - 2010 : Vinny Del Negro
- 2010 - 2015 : Tom Thibodeau
- 2015 - 2018 : Fred Hoiberg
- 2018 - 2020 : Jim Boylen
- 2020 - : Billy Donovan

## Palmarès et records

### Titres
- Champion NBA (6) : 1991, 1992, 1993, 1996, 1997 et 1998.
- Champion de la Conférence Est (6) : 1991, 1992, 1993, 1996, 1997 et 1998.
- Champion de la Division Midwest (1) : 1975.
- Champion de la Division Centrale (8) : 1991, 1992, 1993, 1996, 1997, 1998, 2011 et 2012.

### Meilleurs marqueurs
| Ordre | Nom du joueur                            | Pays       | Points |
| ----- | ---------------------------------------- | ---------- | ------ |
| 1er   | Michael Jordan 1984 - 1993 / 1995 - 1998 | États-Unis | 29 277 |
| 2e    | Scottie Pippen 1987 - 1998 / 2003 - 2004 | États-Unis | 15 123 |
| 3e    | Bob Love 1968 - 1976                     | États-Unis | 12 623 |
| 4e    | Luol Deng 2004 - 2014                    | Angleterre | 10 286 |
| 5e    | Jerry Sloan 1966 - 1976                  | États-Unis | 10 233 |
| 6e    | Zach LaVine 2017- 2025                   | États-Unis | 10 056 |
| 7e    | Chet Walker 1969 - 1975                  | États-Unis | 9 788  |
| 8e    | Artis Gilmore 1976 - 1982 / 1987         | États-Unis | 9 288  |
| 9e    | Kirk Hinrich 2003 - 2010 / 2012 - 2016   | États-Unis | 8 536  |
| 10e   | Reggie Theus 1978 - 1984                 | États-Unis | 8 279  |

### Records de la franchise
Les records individuels pour la franchise sont:
| Statistique                                                                                  | Nom du joueur  | Nombre                 |
| -------------------------------------------------------------------------------------------- | -------------- | ---------------------- |
| Meilleur marqueur                                                                            | Michael Jordan | 29 277 points          |
| Meilleur passeur                                                                             | Michael Jordan | 5 012 passes décisives |
| Meilleur rebondeur                                                                           | Michael Jordan | 5 836 rebonds          |
| Meilleur contreur                                                                            | Artis Gilmore  | 1 029 contres          |
| Meilleur intercepteur                                                                        | Michael Jordan | 2 306 interceptions    |
| Tirs marqués                                                                                 | Michael Jordan | 10 962 tirs marqués    |
| Meilleur pourcentage au tir                                                                  | Artis Gilmore  | 58,7 %                 |
| 3 points marqués                                                                             | Kirk Hinrich   | 1032                   |
| Meilleur pourcentage à 3 points                                                              | Steve Kerr     | 47,9 %                 |
| Lancers-francs marqués                                                                       | Michael Jordan | 6 798 tirs             |
| Meilleur pourcentage au lancer-franc                                                         | George Gervin  | 87,9 %                 |
| Matchs joués                                                                                 | Michael Jordan | 930 matchs             |
| Dernière mise à jour : 21 février 2019 En gras : Joueurs évoluant toujours dans la franchise |                |                        |

### Basketball Hall of Famers
Les Bulls de Chicago comptent neuf joueurs membres du Basketball Hall of Fame:
- George Gervin.
- Artis Gilmore
- Robert Parish.
- Jerry Sloan.
- Nate Thurmond.
- Phil Jackson.
- Michael Jordan.
- Scottie Pippen.
- Dennis Rodman.

### Maillots retirés
- 1 - Derrick Rose ; (cérémonie à venir lors de la saison 2025-2026).
- 4 - Jerry Sloan ; cérémonie le 17 février 1978.
- 10 - Bob Love ; cérémonie le 14 janvier 1994.
- 23 - Michael Jordan ; cérémonie le 1er novembre 1994.
- 33 - Scottie Pippen ; cérémonie le 9 décembre 2005.
- Directeur général - Jerry Krause DG de 1985 à 2003; cérémonie le 31 octobre 2003.
- Entraîneur - Phil Jackson Entraîneur de 1989 à 1998 ; cérémonie le 5 mai 1999.

### Les joueurs champions NBA
Entraîneur :  Phil Jackson (1991, 1992, 1993, 1996, 1997, 1998)
| - B. J. Armstrong (1991, 1992, 1993) - Keith Booth (1998) - Randy Brown (1996, 1997, 1998) - Jud Buechler (1996, 1997, 1998) - Scott Burrell (1998) - Jason Caffey (1996, 1997) - Bill Cartwright (1991, 1992, 1993) - Bison Dele (1997) - James Edwards (1996) - Horace Grant (1991, 1992, 1993) - Jack Haley (1996) - Bob Hansen (1992) - Ron Harper (1996, 1997, 1998) | - Craig Hodges (1991, 1992) - Dennis Hopson (1991) - Steve Kerr (1996, 1997, 1998) - Stacey King (1991, 1992, 1993) - Joe Kleine (1998) - Toni Kukoč (1996, 1997, 1998) - Rusty LaRue (1998) - Cliff Levingston (1991, 1992) - Luc Longley (1996, 1997, 1998) - Rodney McCray (1993) - Michael Jordan (1991, 1992, 1993, 1996, 1997, 1998) - John Paxson (1991, 1992, 1993) - Robert Parish (1997) | - Will Perdue (1991, 1992, 1993) - Scottie Pippen (1991, 1992, 1993, 1996, 1997, 1998) - Dennis Rodman (1996, 1997, 1998) - John Salley (1996) - Dickey Simpkins (1996, 1997) - Trent Tucker (1993) - Darrell Walker (1993) - Bill Wennington (1996, 1997, 1998) - Scott Williams (1991, 1992, 1993) |

Durant les 9 saisons où Phil Jackson est l'entraîneur des Bulls :
- 53 joueurs ont joué au moins un match en saison régulière (Michael Jordan ; Scottie Pippen ; B.J. Armstrong ; Horace Grant ; Toni Kukoč ; Steve Kerr ; Bill Cartwright ; John Paxson ; Ron Harper ; Luc Longley ; Stacey King ; Will Perdue ; Bill Wennington ; Scott Williams ; Dennis Rodman ; Craig Hodges ; Jason Caffey ; Pete Myers ; Jud Buechler ; Randy Brown ; Cliff Levingston ; Dickey Simpkins ; Corie Blount ; Scott Burrell ; Trent Tucker ; Dennis Hopson ; Rodney McCray ; Jo Jo English ; Bob Hansen ; Robert Parish ; Charles Davis ; Ed Nealy ; Greg Foster ; James Edwards ; Joe Kleine ; Larry Krystkowiak ; Corey Williams ; Darrell Walker ; Bison Dele ; Rusty LaRue ; Dave Johnson ; John Salley ; Jack Haley ; Jeff Sanders ; Mark Randall ; Joe Courtney ; Keith Booth ; Ricky Blanton ; Clifford Lett ; David Vaughn ; Rory Sparrow ; Matt Steigenga ; Chuck Nevitt).
- 37 joueurs ont joué au moins un match en play-off (Michael Jordan ; Scottie Pippen ; Horace Grant ; Toni Kukoc ; B.J. Armstrong ; Bill Cartwright ; Luc Longley ; John Paxson ; Ron Harper ; Steve Kerr ; Dennis Rodman ; Scott Williams ; Stacey King ; Will Perdue ; Craig Hodges ; Bill Wennington ; Bison Dele ; Jud Buechler ; Cliff Levingston ; Pete Myers ; Scott Burrell ; Randy Brown ; Trent Tucker ; Ed Nealy ; Jason Caffey ; Bob Hansen ; Dickey Simpkins ; Jo Jo English ; John Salley ; James Edwards ; Dennis Hopson ; Charlie Davis ; Darrell Walker ; Rodney McCray ; Robert Parish ; Jeff Sanders ; Corie Blount).

### Les équipes championnes NBA
En gras : les joueurs du cinq majeur. Entre parenthèses et en italique, les joueurs inscrits en réserve.
| 1991 - B. J. Armstrong - Bill Cartwright (P) - Horace Grant (AF) - Craig Hodges - Dennis Hopson - Stacey King - Cliff Levingston - Michael Jordan (AR) - John Paxson (MJ) - Will Perdue - Scottie Pippen (AS) - Scott Williams | 1992 - B. J. Armstrong - Bill Cartwright (P) - Horace Grant (AF) - Bob Hansen - Craig Hodges - Stacey King - Cliff Levingston - Michael Jordan (AR) - John Paxson (MJ) - Will Perdue - Scottie Pippen (AS) - Scott Williams | 1993 - B. J. Armstrong - Bill Cartwright (P) - Horace Grant (AF) - Stacey King - Rodney McCray - Michael Jordan (AR) - John Paxson (MJ) - Will Perdue - Scottie Pippen (AS) - Trent Tucker - Darrell Walker - Scott Williams | 1996 - Randy Brown - Jud Buechler - (Jason Caffey) - James Edwards - (Jack Haley) - Ron Harper (MJ) - Steve Kerr - Toni Kukoč - Luc Longley (P) - Michael Jordan (AR) - Scottie Pippen (AS) - Dennis Rodman (AF) - John Salley - Julian Morrow - (Dickey Simpkins) - Bill Wennington | 1997 - Randy Brown - Jud Buechler - Jason Caffey - Bison Dele - Ron Harper (MJ) - Steve Kerr - Toni Kukoč - Luc Longley (P) - Michael Jordan (AR) - Robert Parish - Scottie Pippen (AS) - Dennis Rodman (AF) - (Dickey Simpkins) - (Bill Wennington) | 1998 - (Keith Booth) - Randy Brown - Jud Buechler - Scott Burrell - Ron Harper (MJ) - Steve Kerr - (Joe Kleine) - Toni Kukoč - (Rusty LaRue) - Luc Longley (P) - Michael Jordan (AR) - Scottie Pippen (AS) - Dennis Rodman (AF) - Dickey Simpkins - Bill Wennington |

Comme on peut le constater, neuf joueurs sont restés dans l'équipe pour les trois premiers titres et dix n'ont pas non plus bougé pour les trois suivants. Mais seuls Michael Jordan et Scottie Pippen ont gagné six titres avec les Bulls.